# Thyrinteina oppositaria
Thyrinteina oppositaria là một loài bướm đêm trong họ Geometridae.